# Сингуль (озеро, Тюменская область)
Сингуль  — озеро в Ялуторовском районе Тюменской области России. Относится к бассейну Иртыша. Расположено в 12 км к юго-западу от Ялуторовска, в левобережье реки Тобол.

## Характеристика
Площадь озера — 11,2 км². Высота уреза воды над уровнем моря — 62 метра. Водоём имеет овальную форму, слегка вытянутую с юго-запада на северо-восток (длина — 5,6 км, максимальная ширина — 2,9 км). Объем воды в озере оценивается в 0,022 км³. Средняя глубина — 2 м.
Береговая линия ровная. Дно также ровное, покрытое илом и песком. Низкие и пологие берега. Незначительно зарастает по литорали. Памятник природы «Сингульский лес» (729 гектаров сосновых и берёзовых рощ) окаймляет озеро с востока. На юго-западе вытекает протока, соединяющая Сингуль с рекой Исеть. Село Сингуль Татарский расположилось на северо-западном берегу. Северный и южный берега в значительной степени заболочены. Значительные притоки отсутствуют.
Озеро используется в рекреационных целях. Имеется оборудованный пляж, действуют базы отдыха. В озере обитает золотой и серебряный карась. Рыбалка возможна с берега и с лодки.
Возраст озера археологи оценивают в две тысячи лет.